# Jamesbrittenia dentatisepala
Jamesbrittenia dentatisepala là một loài thực vật có hoa trong họ Huyền sâm. Loài này được (Overk.) Hilliard mô tả khoa học đầu tiên năm 1992.